# Centaurea pseudoreflexa
Centaurea pseudoreflexa — вид квіткових рослин родини айстрових (Asteraceae). Ендемік Туреччини (Внутрішня Анатолія).

## Морфологічна характеристика
Багаторічник. Стебло прямовисне, 10–25 см заввишки, кутово-жолобчасте. Є 2–4 квіткові голови.